# Dorme (Brenne)
Die Dorme ist ein kleiner Fluss in Frankreich, der in der Region Bourgogne-Franche-Comté verläuft. Sie entspringt an der Gemeindegrenze von Biefmorin und Bretenières in einem seenreichen Gebiet, entwässert nach einem anfänglichen Bogen über West generell in südwestlicher Richtung durch die Landschaft Bresse und mündet nach rund 16 Kilometern im Gemeindegebiet von Mouthier-en-Bresse als rechter Nebenfluss in die Brenne.
Auf ihrem Weg tangiert die Dorme die Départements Jura und Saône-et-Loire.

## Orte am Fluss
(Reihenfolge in Fließrichtung)
- Chêne-Bernard
- Pleure
- Sergenon
- Sergenaux
- Rye
- Hiège, Gemeinde Mouthier-en-Bresse